# N602 (België)
De N602 is een gewestweg in de Belgische provincies Luik en Limburg. De weg verbindt de N671 bij Lieze met de A25 (E25) bij Moelingen. De weg loopt vervolgens nog door tot aan de spoorwegovergang van Spoorlijn 40. Hierna gaat de weg over in een lokale weg.
De weg kruist het Albertkanaal en de Maas.
De N602 is ongeveer 3 kilometer lang en bestaat voor het grootste gedeelte uit 2x2 rijstroken.

## Plaatsen langs de N602
- Lieze (Lixhe)
- Moelingen